# Dražen Ladić
Dražen Ladić (* 1. Januar 1963 in Čakovec) ist ein ehemaliger jugoslawischer und kroatischer Fußballspieler und heutiger -trainer.

## Werdegang
Der Torwart begann seine Karriere beim Verein NK Varteks Varaždin im Jahr 1980 und wechselte zu Dinamo Zagreb vier Jahre später. Danach wurde er für zwei Jahre an NK Iskra Bugojno ausgeliehen und nachdem er zu Dinamo Zagreb im Juli 1986 zurückgekehrt war, spielte er dort, bis er seine Karriere im Mai 2000 beendete. Für Dinamo Zagreb bestritt er insgesamt 802 Spiele und ist damit Rekordspieler des Vereins.
Zwischen 1990 und 2000 war Ladić Stammtorwart der kroatischen Nationalmannschaft und bestritt für die insgesamt 59 Länderspiele. Im Jahr 1991 bestritt er auch zwei Länderspiele für Jugoslawien. Als Stammtorwart der kroatischen Nationalmannschaft wurde er auch dreimal bei der EM 1996 in England und siebenmal bei der WM 1998 in Frankreich eingesetzt. Bei der WM 1998 wurde er als drittbester Torwart des Turniers ausgezeichnet und die Kroaten erreichten damals den dritten Platz. Seinen Abschied als Fußballprofi feierte er beim Freundschaftsspiel gegen Frankreich am 28. Mai 2000.
Im August 2006 wurde Ladić als neuer Chef-Trainer der kroatischen  U21-Nationalmannschaft vorgestellt. Zuvor war er bereits drei Jahre lang, zwischen 2001 und 2004, Torwart-Trainer der kroatischen A-Nationalmannschaft gewesen.